# Ju 388轟炸機
容克斯Ju 388是一款服役於二戰期間納粹德國空軍的中型轟炸機，是以Ju 188轟炸機為藍本重新修改並設計出高空高速性能、載彈量、重武裝更佳卓越、同時可以生產出不同型號的萬能軍機（J＝戰鬥機和夜間戰鬥機、K＝轟炸機、L＝戰略偵測機、M＝反艦艇攻擊機）。但由於Ju 88後繼機型不斷出廠與戰局不斷惡化而把生產重心放在戰鬥機上，故Ju 388產量稀少並中止製造更多型號的萬能軍機。
Ju 388雖然是不能忽視高空高速性能的萬能軍機，但是製作生產過程並不容易。如果納粹德國空軍有興趣對萬能軍機用途和直接下令轉換大量生產，對同盟國空軍受到很大威脅。

## 歷史研發背景
自從Ju 288接二連三試驗飛行失敗而中止開發，可是帝國航空部和納粹德國空軍的情報部門於1942年中接收到美國空軍的波音B-29超級堡壘轟炸機處於試驗飛行和實用化，招致納粹德國空軍陷入苦於沒有新型軍機來應對同盟國威脅，加上當時飛機的航空引擎未有輸出2,000匹馬力等級新型引擎，導致開發新型軍機處於膠著狀態。
直到1943年，德國上空的制空權落入同盟國手中，納粹德國空軍開始下令研製新型平流層戰鬥機與轟炸機，可是只有He 219仍微不足道，如此同時容克斯開始以Ju 188基礎重新設計出應用於平流層萬用軍機，進化為Ju 388。
Ju 388沿用於Ju 188的機身和機翼設計，但是引進很多新的航空科技，增設封密氣壓型駕駛艙、機身和機翼略為修改，動力方面原本計劃選用容克斯Jumo 222引擎，可是經歷過Ju 288的教訓而臨時改用增設渦輪增壓器BMW 801TJ引擎（1,810匹馬力）與容克斯Jumo 213引擎，至於自衛武器大幅削減，廢除上部迴旋炮塔和前部與後下部武裝，只在機身尾部設置搭載兩挺13毫米MG 131機關槍的遙控半迴轉炮塔，雖然自衛武器弱小，但是該機槍的射速高和火力強，搭載在電力半迴轉炮塔，能在被追擊時有效驅趕同盟國戰鬥機，所有的改進都是為了減少飛行阻力和達到高空高速性能。
Ju 388平流層萬用軍機有多種型號：
J是日間戰鬥機與夜間戰鬥機，前者武器為兩門2公分MG 151/20機關炮和兩門30公分MK-108機關炮設置於機身底部、2挺13毫米MG 131 機關槍設置於機身尾部的迴轉炮塔，後者武器為夜戰專用雷達探測器，武裝與前者相同，但是會在機身上背部裝設兩門3公分MK-108機關炮作為傾斜式機砲。可是兩者運載武裝和雷達探測器時，最快速度會略微下降，但是在更高的高度上仍保持著速度。
K是轟炸機，運載炸彈量3,000公斤，全部運載於內置炸彈艙；為了要達到更遠的航程，在機身、機翼底部再增設輔助燃料箱掛架，可裝載300升或900升副助燃料箱；防禦武器為設置於機身尾部的2挺13毫米MG 131 機關槍迴轉炮塔。飛行性能視運載炸彈量而有所變化，不過仍然保持相同的飛行高度。
L是偵查機，只是將照相機設置在機身前中部內的燃料箱之空間的固定架，在機身和機翼的燃料箱增加容量，同時在機身、機翼底部再增設副助燃料箱掛架來裝上300升或900升副助燃料箱來保持遠距離航程，防禦武器為設置於機身尾部的2挺13毫米MG 131 機關槍迴轉炮塔。最快速度和高度仍保持。
Ju 388試驗機（L-1）於1943年12月22日首度試驗飛行，比起Ju 88和Ju 188更好，雖然高層軍官對該機性能和用途非常滿意且充滿興趣，並下令全力生產，但是同盟國日以繼夜轟炸本土重工業區，導致生產過程延緩，直至翌年8月才交付並服役。可是第1型的速度仍然偏慢，所以在第3型改用容克斯Jumo 213引擎（增設水ㄧ甲醇噴射裝置，2,100匹馬力）來提升更高的高度上的速度。
直至戰爭結束時，Ju 388生產數量仍然未知，原因之一是使用了各種前置飛機作為原型，其中一些在完成之前被盟軍炸彈損壞或摧毀。此外，一些正式記錄在生產結束之前終止或彼此矛盾。

## 多種計劃型號
Ju 388 J
高空高速日間戰鬥機與夜間戰鬥機，前者武裝為兩門2公分MG 151/20 機關炮和兩門30公分MK-108機關炮設置於機身底部、2挺13毫米MG 131 機關槍設置於機身尾部的迴轉炮塔，後者配置夜戰專用雷達探測器、武裝與前者相同、但是會在機身上背部裝設兩門3公分MK-108機關炮作為傾斜式機砲（在機身、機翼底部再增設副助燃料箱掛架來裝上300升或900升副助燃料箱來保持遠距離航程）。
Ju 388 K
高空高速轟炸機，運載炸彈量3,000公斤，全部運載於內置炸彈艙,為了要達到航程更遠距離，在左右機翼底部再增設副助燃料箱掛架來裝上300升或900升副助燃料箱來保持遠距離航程，防禦武器為2挺13毫米MG 131 機關槍設置於機身尾部的迴轉炮塔。
Ju 388 L
高空高速遠距離偵查機，在機身和機翼的燃料箱增加容量，同時在機身、機翼底部再增設副助燃料箱掛架來裝上300升或900升副助燃料箱來保持遠距離航程，防禦武器為2挺13毫米MG 131 機關槍設置於機身尾部的迴轉炮塔。
Ju 388 M
反艦艇攻擊機，以Ju 388 K變身為反艦艇攻擊機，武裝射擊為兩門2公分MG 151/20 機關炮和兩門3公分MK103機關炮來壓制艦艇防空炮台、攜帶2枚的LT1b型或LT F5b型魚雷或兩枚弗里茨X和Hs 293等導引炸彈，防禦武裝為2挺13毫米MG 131 機關槍設置於機身尾部的迴轉炮塔。

## 性能參考（Ju 388L-1）
基本信息
- 机组：3

性能
- 提升極快速度: 655 km/h (407 mph) at 9,080 m (29,790 ft) 由MW 50水-甲醇提供（只有Ju 388 L-3型的Jumo 213）

武器

- Ju 388J: 2 × 20 mm MG 151/20 機關炮 、2 × 30 mm (1.18 in) MK-108機關炮設置於機身底部、 2 × 13 mm (.51 in) MG 131 機關槍的機身尾部的迴轉炮塔
- Ju 388K: 3,000 kg (6,612 lb) 炸彈、 2 × 13 mm (.51 in)  MG 131 機關槍的機身尾部的迴轉炮塔
- Ju 388L: 2 × 13 mm (.51 in)  MG 131 機關槍的機身尾部的迴轉炮塔
- Ju 388M:攜帶2枚的LT1b型或LT F5b型魚雷或兩枚弗里茨X和Hs 293等導引炸彈、2 × 13 mm (.51 in)  MG 131 機關槍的機身尾部的迴轉炮塔